# Dennis Jonsson
John Dennis Ingvar Jonsson (Göteborg, 16 febbraio 1983) è un ex calciatore svedese, di ruolo difensore.

## Carriera

### Club
Cominciò la carriera professionistica con la maglia del Göteborg. Debuttò nell'Allsvenskan il 23 settembre 2002, quando fu titolare nella vittoria per 2-0 sull'AIK. Rimase in squadra fino al 2007, anno in cui passò ai norvegesi del Raufoss, militanti nella 1. divisjon. Esordì con questa casacca il 9 aprile, nel pareggio per 2-2 sul campo del Notodden. A fine stagione tornò in Svezia, per giocare quattro campionati nell'Örgryte tra la prima e la terza serie nazionale. Continuò poi a giocare per qualche anno nelle serie minori svedesi.